# Proboscispora manihotis
Proboscispora manihotis är en svampart som beskrevs av Punith. 1984. Proboscispora manihotis ingår i släktet Proboscispora, divisionen sporsäcksvampar och riket svampar.   Inga underarter finns listade i Catalogue of Life.